# Damias esthla
Damias esthla är en fjärilsart som beskrevs av Louis Beethoven Prout 1918. Damias esthla ingår i släktet Damias och familjen björnspinnare. Inga underarter finns listade i Catalogue of Life.